# マリカ (お笑い芸人)
マリカ（1983年8月24日 - ）は、日本のお笑いタレント。千葉県四街道市出身。血液型はB型。千葉県立千葉北高等学校、昭和音楽芸術学院（現・昭和音楽大学）ミュージカル科卒業。所属していた事務所はワタナベエンターテインメント。本名は相原 真利香（あいはら まりか）。

## 略歴
- 芸人デビューする前は、21歳の時からミュージカルなどに演者として出演を始め、サンリオピューロランドのパレード、ミュージカルショーに出演するライブエンターテイナーを務めていた[2]。また、地元の四街道少年少女合唱団で、定期演奏会、子どもミュージカルにおいて振付、指導に携わっていたことがある[1]。
- 2008年4月から2009年3月まで松竹芸能タレントスクール12期生として在籍。2008年9月に同期生の『みしぇる・マミ』（1987年1月14日 - ）とお笑いコンビ「202号室」を結成（この当時の芸名は『すてふぁにー・マリカ』）。なお、このコンビ名は当時ルームシェアしていた部屋の番号に由来した。202号室は2008年3月28日に解散。
- その後ピン芸人となり、最初芸名は「ザ・まりかちゃんズ」で、後に「まりか」と改名。松竹芸能に所属していた。松竹芸能は2009年3月に所属を離れる。
- 2009年に同じ高校の同級生だった、みぃ（足立栄美子、元ブルームフラワー）とすきっぱマーチを結成。マリカから誘う形で結成されたという[3]。同年5月30日の『笑いの輪』（東京都中野区・なかの芸能小劇場）に、すきっぱマーチとして初出演[4]。2010年3月30日の『下克上ライブ』（東京・しもきた空間リバティ）出演を最後にすきっぱマーチは活動休止[5]。
- 以後、まりかは「マリカ」として再びピン芸人として活動した後、2010年7月7日のライブ『TEPPENハニー』（なかのZERO 視聴覚ホール）にて、ゆっぴーとの女性コンビ「オビディエンスロック」として初出演[6]。その後はピン芸人として、主に活動をしていた。また2010年9月からの一時期、ワタナベコメディスクールの同期生、湯口智行（現・ポンポンペイン）と組んだ男女コンビ「花まるチョコレート」でも活動していた[7]。
- 2011年4月に、ワタナベエンターテインメントによる一次審査、二次審査を合格し、同事務所所属が決まった。なお、これより半年間は仮所属、預かりという形だったが[8]、その後正所属となった。
- 2012年4月に日本テレビの情報バラエティ番組『PON!』に月曜日コメンテーターレッド吉田から派遣された「突撃芸人」として2013年3月までレギュラー出演していた。
- 2014年9月2日、ブログにて同年8月いっぱいで芸人を辞めたこと、所属していたワタナベエンターテインメントを離れたことを発表した。ただ、芸能界引退というわけではないという[9]。
- 2015年7月6日、「すきっぱマーチ」としてキングオブコント1回戦に出場。このコンビで久々の出演となった[10]。
- 2016年、保育園の先生をしながら[11]芸人、演劇などの活動を行っている。

## 人物
- 身長153cm、血液型はB型。
- 特技はダンス、歌、趣味は旅行。
- 小学1年生の時からの宝塚歌劇団ファン[12]。宝塚音楽学校の入学試験を2回受験したこともあった[13]。
- ミュージカルパフォーマンスグループ『紅』に所属[14]。
- 上戸彩と上戸の兄とは幼馴染み同士だった。上戸兄妹からは「マータン」と呼ばれていた[15]。

## 芸風
自らを「ミュージカル芸人」と称している。コンビ『202号室』の当時から、メルヘンの世界やミュージカル調のコントを演じていたことが多く、202号室ではまりかはピンクのかつらを被って出演していたことが多かった（なお、当時の相方のみしぇる・マミは白のかつら）。ピン芸人となってからも、引き続きミュージカル調の一人コントなどを演じ、ネタには『ベルサイユのばら』などをモチーフにしたコントなどがあった。
その後、ミュージカルの『アニー』になりきってタップを踏んだりしながら様々なネタを演じるものがある（ただ、本人は専門学校の頃は「タップが大の苦手だった」とも言う）。アニー以外には『リトル・マーメイド』の主人公・アリエル風のキャラクター「マリエル」に扮して、"元・魚"であるキャラならではのギャグ・喋りを歌ネタを交えながら演じている。すきっぱマーチ時代には、コントだけでなく漫才スタイルのネタも披露したこともあった。
しかし、『青春!イモトの門』（BSフジ）の2011年2月5日・2月11日（中間発表）の放送で、『アニー』キャラをしばらく封印することを宣言した。以後、「失恋した携帯ショップの店員」「体操のお姉さん」など色々なキャラクターでのネタを披露している。なお、アニーキャラでのコントは、2011年3月13日に表参道GROUNDで行われた『青春!イモトの門 ラストステージ』で、封印を解いて披露した。
2012年4月30日放送の「PON!」では、（同番組レギュラー出演時に行っている通り）『アニー』のコスプレをしたまま、本物のミュージカル『アニー』のキャストに「突撃」するという一幕があった。

## 出演

### バラエティ
- 青春!イモトの門（BSフジ）- レギュラー
- PON!（2012年4月2日 - 2013年3月25日、日本テレビ） - 月曜日コメンテーター、レッド吉田から派遣された突撃芸人として出演

### テレビドラマ
- 松本清張ミステリー時代劇「七種粥」（2015年4月14日、BSジャパン）- お菊役[25]

### 舞台
- 厚木市教育委員会協賛芸術観賞会『みどりの天使』
- リジッター企画公演 第三攻撃『火付け屋』（2010年6月24日 - 6月27日）
- リジッター企画公演 第十一攻撃『ミロウのヴィーナス』（2014年8月6日 - 8月10日、吉祥寺シアター）
- STARYDOG Produce『悲しき天使』（2015年1月8日 - 1月11日、東京芸術劇場シアターウエスト、2015年1月29日 - 2月1日・近鉄アート館）
- マツモトカズミ×STARYDOG番外公演『映像都市』（2015年4月1日 - 4月5日、シアターグリーン）
- リジッター企画『誰がための笛は鳴る』（2015年5月8日 - 5月18日、吉祥寺シアター）
- 劇団ズッキュン娘第8回公演『2番目でもいいの♡』（2015年8月14日 - 8月16日、南大塚ホール）